# Rhinogobius linshuiensis
Rhinogobius linshuiensis és una espècie de peix de la família dels gòbids i de l'ordre dels perciformes.

## Morfologia
- Nombre de vèrtebres: 27-28.[4]

## Hàbitat
És un peix d'aigua dolça i de clima tropical.

## Distribució geogràfica
Es troba a Àsia: la Xina.

## Observacions
És inofensiu per als humans.